# Ormia depleta
Ormia depleta, a veces llamada mosca brasileña de ojos rojos, es una especie de mosca de la familia Tachinidae. Es un parasitoide de los grillos topo del género Scapteriscus. Es originaria de América del Sur, pero se ha importado a Estados Unidos y otros lugares como agente de control biológico de plagas.

## Biología
La Ormia depleta tiene cuatro etapas en su ciclo de vida: huevo, larva, pupa y adulto. La hembra adulta se siente atraída por el canto del grillo topo leonado (Neoscapteriscus vicinus) o del grillo topo del sur (Neoscapteriscus borellii). Los chirridos repetidos son emitidos por los grillos machos para atraer a las hembras a reproducirse, y el canto también atrae a la mosca hembra. Sus huevos eclosionan dentro de su abdomen y deposita una larva en cualquier grillo topo con el que entra en contacto. La larva de la mosca se alimenta del grillo topo y finalmente lo mata; luego la larva de la mosca emerge del cadáver y se dirige al suelo donde se transforma en pupa. La mosca adulta emerge de la pupa unos once días después. Se alimenta de la mielada secretada por insectos como los pulgones.

## Control biológico
La Ormia depleta se ha utilizado para el control biológico de plagas de grillos topo en Florida. Los grillos topo hacen madrigueras poco profundas en pastos, campos de golf y céspedes y causan daños considerables al césped. Durante el período de 1987 a 1992, investigadores de la Universidad de Florida liberaron ejemplares adultos de Ormia depleta. Las moscas pueden viajar distancias considerables en busca de grillos topo para parasitar, por lo que no se necesita una gran cantidad de moscas. El programa ha tenido éxito y las moscas están presentes durante todo el año en las partes central y sur de Florida, pero en gran medida mueren en invierno en la región norte. En Florida también se utilizan otros agentes de control biológico contra los grillos topo Neoscapteriscus; Larra bicolor es una avispa parasitoide nativa de América del Sur, cuyas larvas también se alimentan de la plaga y la matan; Steinernema scapterisci es un nematodo parásito, también de América del Sur, que mata al grillo adulto al liberar bacterias que causan sepsis.

## Distribución nativa
Habita en Honduras, Brasil, Guayana Francesa, Paraguay y Perú.